# Xaver
Xaver je mužské křestní jméno baskického původu. Vykládá se jako „nový dům“, dříve se vykládalo z arabštiny jako „zářící, skvoucí“. Latinskou variantou jména je Xaverius. Většinou se vztahuje k jezuitskému misionáři svatému Františku Xaverskému.
Název místa sám o sobě je přepis baskického názvu místa (a příjmení) „etxe berri“, což znamená ‚nový dům‘ či ‚nový domov‘.
Podle staršího kalendáře má svátek 3. prosince.

## Domácké podoby
Mezi domácké podoby jména Xaver patří Xaverek, Xavík, Xáva, Xavoš nebo Xavouš.

## Xaver v jiných jazycích
- Slovensky, maďarsky: Xavér
- Polsky: Ksawery
- Anglicky, francouzsky, španělsky, portugalsky: Xavier
- Německy: Xaver

## Známí nositelé jména
František Xaver(ský)
- František Xaverský – španělský jezuitský kazatel a misionář Dálného východu z 16. století
- František Xaver Šalda – český literární kritik, novinář a spisovatel
- František Xaver Dušek – český hudební skladatel
- František Xaver Brixi – český hudební skladatel
- Franz Xaver Gabelsberger – německý vynálezce těsnopisu
- František Xaver Richter – český hudební skladatel, houslista, učitel hudby a zpěvák
- František Xaver Naske – český malíř, dekoratér a ilustrátor
- Franz Xaver Wolfgang Mozart – rakouský hudební skladatel a klavírista
- František Xaver Boštík – český básník, spisovatel a fotograf

Xaver
- Luboš Xaver Veselý – český novinář, spisovatel a moderátor
- Ksavery Knotz – polský římskokatolický kněz

Jiné výskyty
- Miroslav Mráz – český komunistický rozhlasový novinář, využívající pseudonym Xaver
- Xavier Baumaxa – vlastním jménem Lubomír Tichý, litvínovský písničkář a kytarista
- Svatý Xaverius – romaneto Jakuba Arbesa
- Xaver (orkán) – tlaková níže nad Skandinávií a orkán postihnuvší 5.–6. prosince 2013 severní Evropu, ve Švédsku nazývaný Sven a v Dánsku Bodil.

## Související článek
- František Xaver
- Xaverov